# Merlines
 Merlines  (en occitano Merlinas) es una comuna y población de Francia, en la región de Lemosín, departamento de Corrèze, en el distrito de Ussel y cantón de Eygurande. Es la mayor población del cantón.
En 2008 contaba con 812 habitantes.
Está integrada en la Communauté de communes du Pays d'Eygurande .

## Demografía
| 1025 | 1027 | 979 | 1028 | 948 | 903 | 812 |
| Para los censos de 1962 a 1999 la población legal corresponde a la población sin duplicidades (Fuente: INSEE [Consultar]) |      |     |      |     |     |     |